# نصف دولار ألاباما
نصف دولار ألاباما المؤية (بالإنجليزية: Alabama Centennial half dollar) عملة معدنية تذكارية قيمتها خمسين سنتًا، والتي أصدرها دار السك الأمريكية في عام 1921 وهو نوع واحد من العملات التذكارية فضية من فئة 50 سنتا، والغرض منها ذكرى مرور 100 عام على انضمام ألاباما إلى الولايات المتحدة الامريكية في عام 1819.

قدم الممثل الفيدرالي لولاية ألاباما ليز برادون ريني مشروع قانون يوصي بإصدار عملات تذكارية بمناسبة الذكرى المئوية لتأسيس ولاية ألاباما الأمريكية. اقترح مشروع القانون في الأصل لإصدار فئة 25 سنتا، والذي تم تنقيحه في وقت لاحق إلى نصف دولار. تم تمرير مشروع القانون بسرعة في الكونغرس وتم التوقيع عليه في 10 مايو 1920 من قبل الرئيس وودرو ويلسون.
على الرغم من أنه تم التصريح بها في عام 1920، إلا أن العملة التذكارية لم تُصدر فعليًا حتى أكتوبر 1921. ويعزى ذلك جزئيًا إلى أن التصميم الأول كان نقش صورة الرئيس الديمقراطي ويلسون على مقدمة العملة. 1920 في عام الانتخابات، وهو مرشح رئاسي جديد بعد الانتخابات. في النهاية، فاز المرشح الجمهوري وارن جمالييل هاردينج بالتصميم، وتم تغيير خطة التصميم لتصوير الحاكم الأول لولاية ألاباما، وليام ويات بيب، والحاكم البالغ من العمر 100 عام، توماس كيلبي، كيل. هذا هو أول شخص في العالم يظهر على العملات المعدنية الأمريكية. من أجل الترويج لبيع العملات المعدنية التذكارية، يضاف شعار "2 × 2" إلى نمط عدد صغير من العملات المعدنية، مما يعني أن ألاباما هي الدولة الثانية والعشرون التي تنضم إلى الاتحاد الأمريكي.